# 마울브론

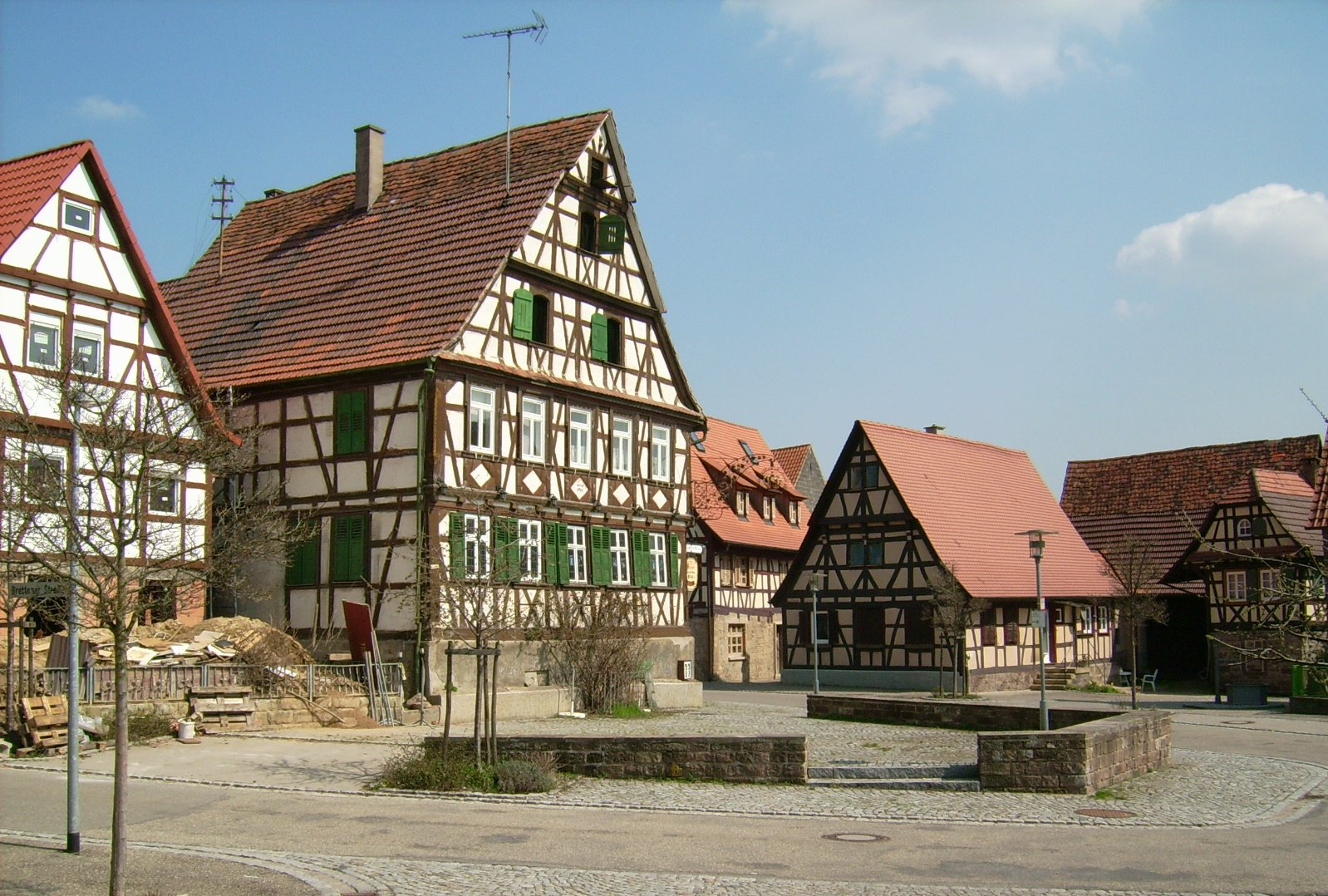
마울브론

마울브론(독일어: Maulbronn)은 독일 바덴뷔르템베르크주에 위치한 도시로 면적은 25.44km2, 인구는 6,318명(2014년 12월 31일 기준), 인구 밀도는 250명/km2이다. 행정 구역상으로는 카를스루에 현에 속한다.
헤르만 헤세의 소설 《수레바퀴 밑에서》의 배경이 된 마울브론 수도원으로 유명한 곳이다.

시 문장